# Gesundbrunnen (Halle)

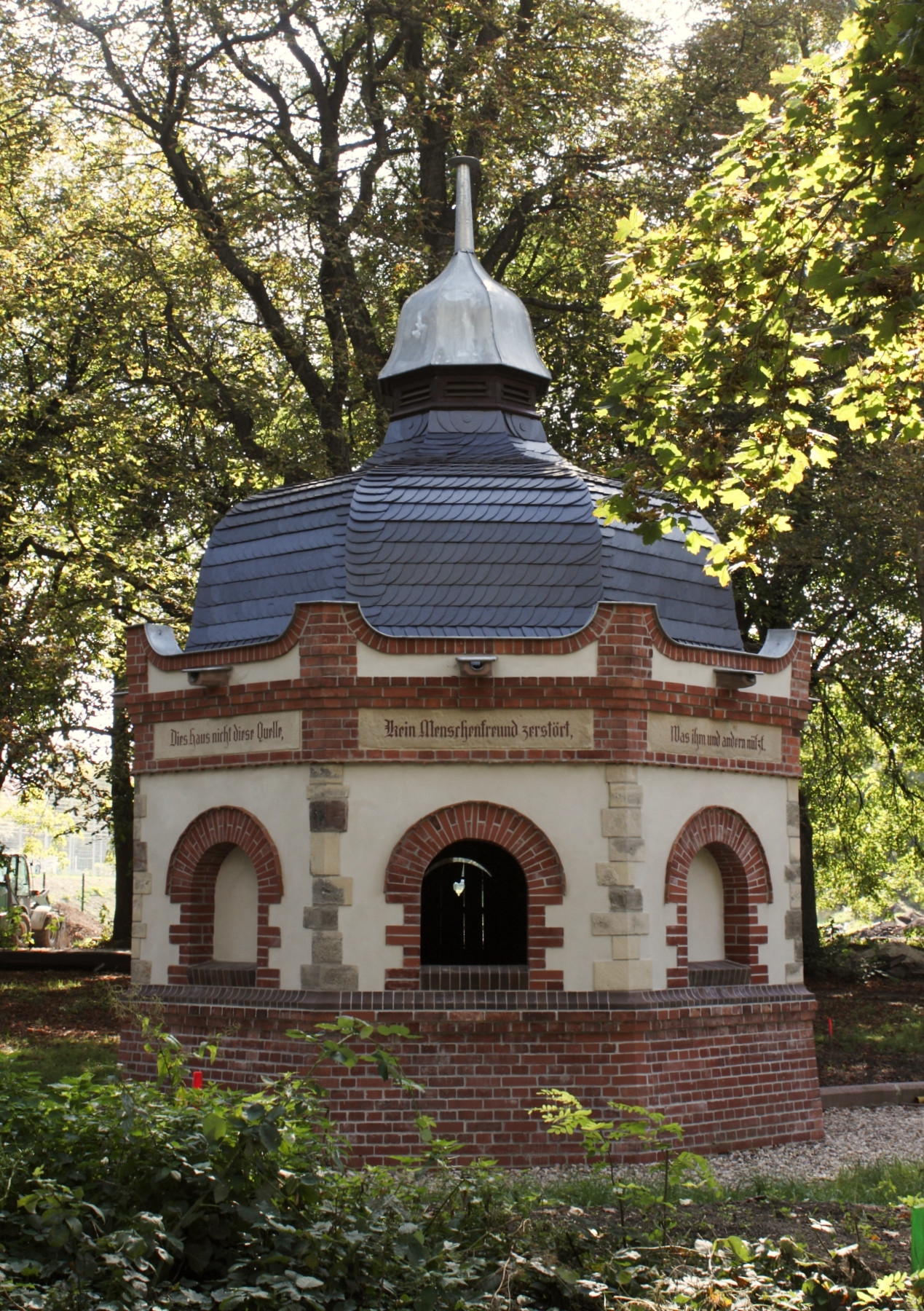
Brunnenhaus Gesundbrunnen

Gesundbrunnen ist ein Stadtviertel im Stadtteil Halle, Stadtbezirk Süd, von Halle (Saale) in Sachsen-Anhalt. Es hat die amtliche Stadtteilnummer 4-12. Das Stadtviertel wurde benannt nach einer alten und noch heute vorhandenen ehemaligen Heilquelle mit Brunnenhaus, dem Gesundbrunnen.

## Lage
Das 2,13 km² große Stadtviertel befindet sich östlich des südlichen Abschnitts des  Böllberger Weges im Süden der Stadt Halle.
Es umfasst exakt das Stadtgebiet zwischen den Straßen Böllberger Weg, Diesterwegstraße, Lochauer Weg, Radeweller Weg, Korbethaer Weg, Rockendorfer Weg, Döllnitzer Weg, Burgliebenauer Weg, Paul-Suhr-Straße, Vogelweide, Elsa-Brändström-Straße, Beesener Straße, Flurstraße und Warneckstraße.
Angrenzende Stadtviertel
- Norden: Südliche Innenstadt
- Osten: Lutherplatz/Thüringer Bahnhof (im Nordosten), Damaschkestraße (im Osten und Südosten)
- Süden: Südstadt
- Westen: Saaleaue (Nordwesten), Böllberg/Wörmlitz (Südwesten)

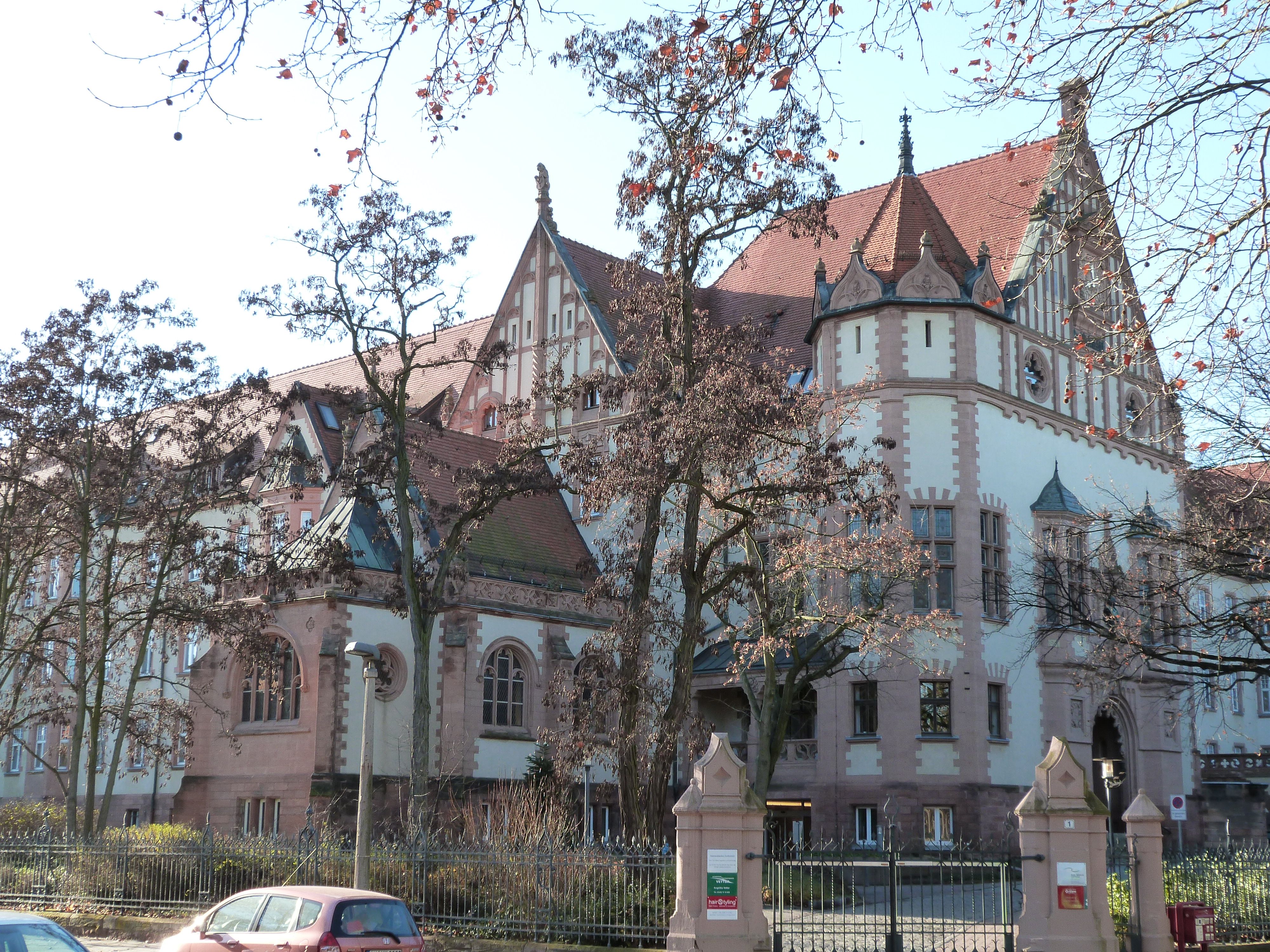
Paul-Riebeck-Stift in der Kantstraße

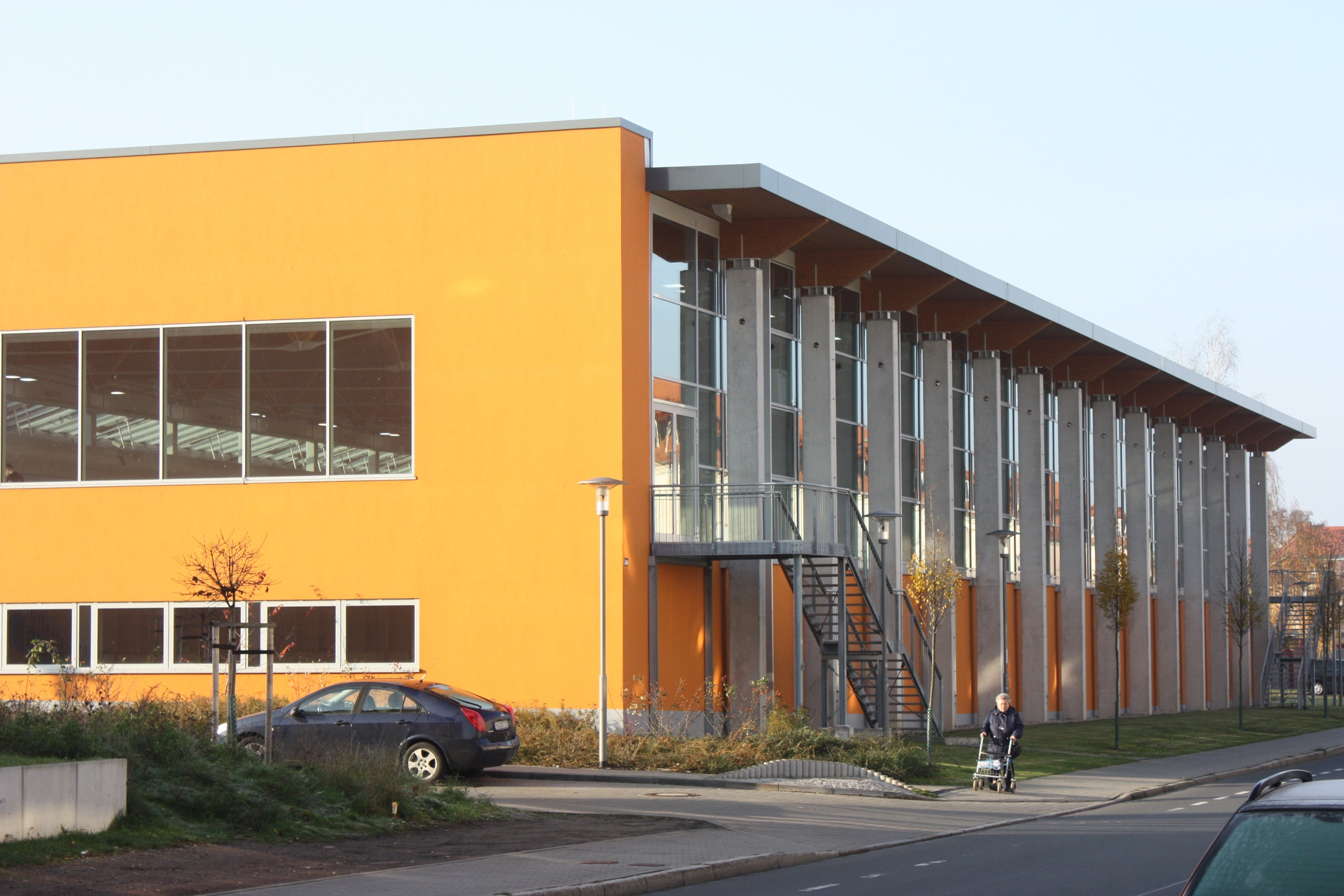
Schwimmhalle in der Robert-Koch-Straße

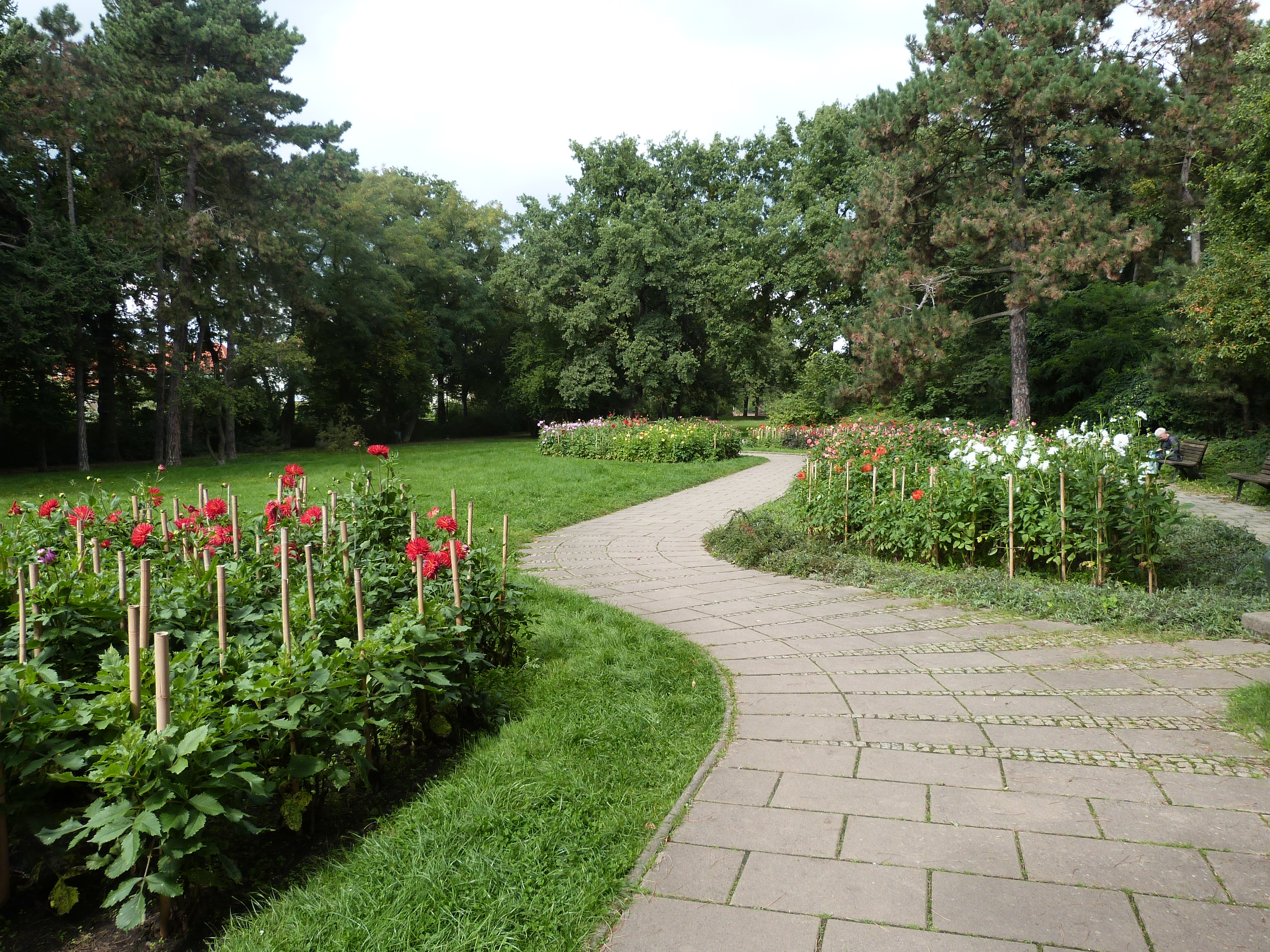
Dahliengarten im Pestalozzipark

## Beschreibung
Gemessen an der Bevölkerungsdichte zählt das Viertel zu den kleineren Stadtvierteln von Halle (Saale).  Eine große Anzahl an sanierten Altbau-Häusern prägen das Bild des Viertels, ebenso wie etliche Straßenzüge mit neu errichteten Einfamilienhäusern und zahlreiche Sportstätten.
Bereits Ende des 19. Jahrhunderts entstanden im heutigen Stadtviertel zwei bedeutsame soziale Einrichtungen. In der Kantstraße befindet sich das zwischen 1894 und 1896 erbaute Stammhaus der Paul-Riebeck-Stiftung, ein Altenpflegeheim mit weitläufigem Park. In seiner direkten Nachbarschaft wurde im gleichen Zeitraum in der Bugenhagenstraße die Friedrich-Wilhelms-Provinzialblindenanstalt, das heutige Berufsförderungswerk für blinde und sehbehinderte Menschen, errichtet.
Einen großen Teil des Stadtviertels nimmt die als Stadterweiterung nach Südwesten im Zeitraum von 1926 bis 1931 errichtete Gartenstadt Gesundbrunnen ein. Bis 1970 wurde der Anschluss an die nördlich gelegenen Stadtteile und die Erweiterung der Südstadt vollzogen.
Der im Zusammenhang mit dem Bau der Gartenstadt geschaffene großräumig angelegte Pestalozzipark dient in diesem Stadtviertel der Erholung und verbindet ihn zugleich mit dem angrenzenden Viertel Südstadt.
Ein eindrucksvolles Beispiel für den gemeinnützigen Wohnungsbau der Weimarer Republik stellen auch die durch den Architekten Heinrich Faller von 1930–1931 im Stil des Neuen Bauens errichteten Geschosswohnungsbauten nördlich der Vogelweide, die sogenannte Vogelweide-Siedlung, dar.
Sportstätten
- Leuna-Chemie-Stadion (vor dem Neubau im September 2010 bekannt als Kurt-Wabbel-Stadion, bis Juni 2021 Erdgas Sportpark) → Heimatstadion des Halleschen FC (HFC)
- Sportkomplex Robert-Koch-Straße, der hauptsächlich dem Leistungssport dient; dazu gehören die Sport-Sekundarschule, das Sportgymnasium, Leichtathletik-Anlagen und Stadion (Robert-Koch-Str./ Paul-Suhr-Str.), die Schwimmhalle Robert-Koch-Straße, eine Dreifelder-Schulsporthalle, eine Turnhalle, Laufhalle und Kraftsporthalle
- Sportplatz (Fußball) am Böllberger Weg